# Nicomache minor
Nicomache minor är en ringmaskart som beskrevs av Arwidsson 1906. Nicomache minor ingår i släktet Nicomache och familjen Maldanidae. Arten är reproducerande i Sverige. Inga underarter finns listade i Catalogue of Life.